# Степун Микола
Степун Микола — український громадський діяч. Делегат Української Національної Ради ЗУНР як посол Райхсрату Австро-Угорщини.